# Grzegorz Gilewski
Grzegorz Gilewski, né le 24 février 1973 à Radom, est un arbitre de football polonais. Il est international depuis 2001.

## Biographie
Le 16 octobre 2002, Grzegorz Gilewski a arbitré le match Islande - Lituanie, comptant pour les éliminatoires de l'Euro 2004. 
À ce jour, il a arbitré cinq rencontres de Ligue des champions, dont celle opposant Arsenal au FC Thoune (14 septembre 2005, victoire londonienne 2-1) qui était la première.
Lors de l'Euro 2008, il était présent en tant que 4e arbitre, et a officié trois matches de poules : Turquie - République tchèque, Pays-Bas - France et Espagne - Russie.